# Equipo medidor de distancia

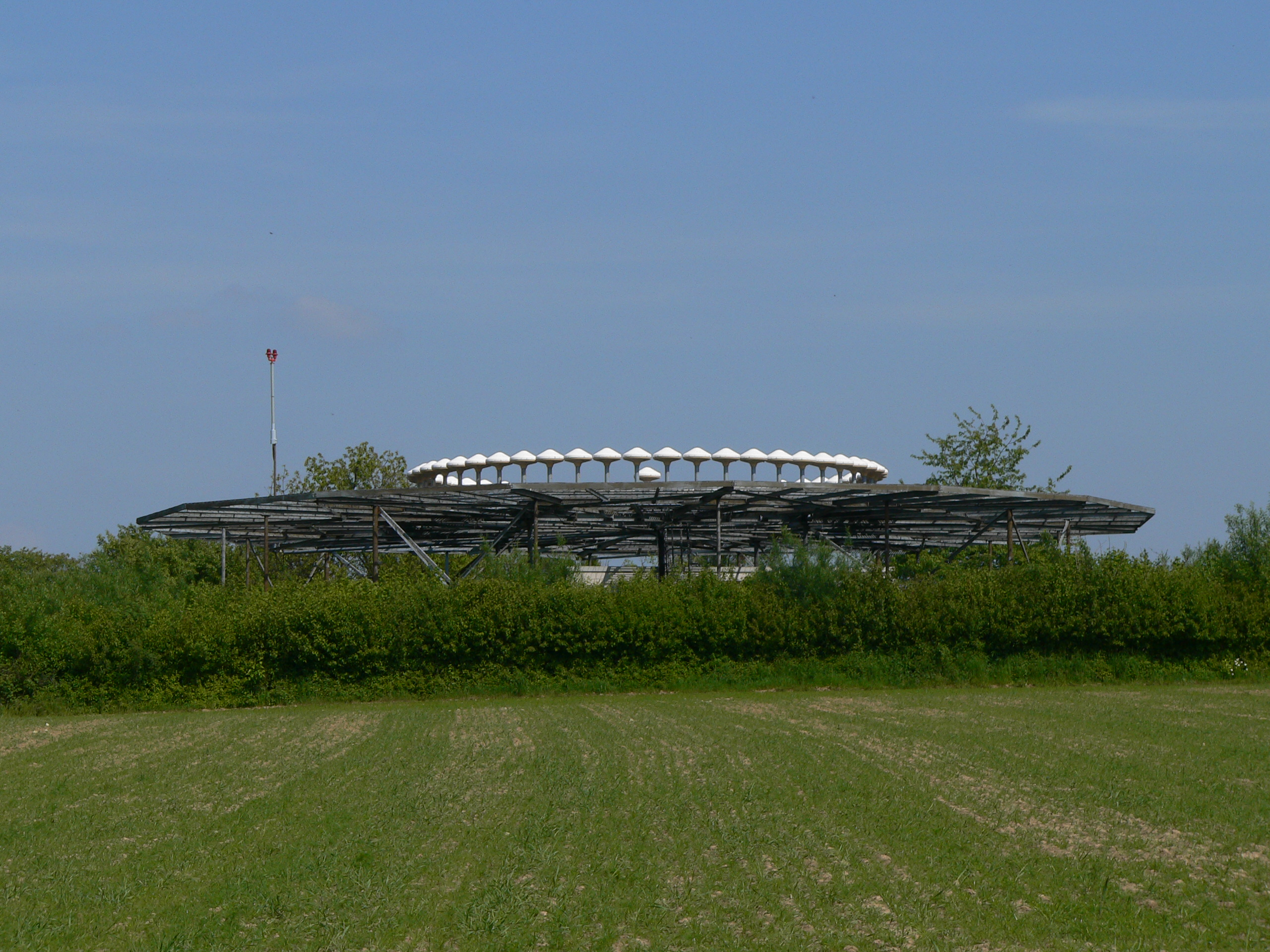
Una estación de DME o equipo telemétrico en Alemania.

El equipo telemétrico (DME, del inglés: distance measuring equipment) es un sistema electrónico que permite establecer la distancia entre este y una estación emisora, reemplazando a las radiobalizas en muchas instalaciones. Generalmente ligado a la aeronáutica, el DME es uno de los sistemas de ayuda a la navegación habitualmente presentes en cualquier aeronave.
Proporciona una medición de la distancia según la velocidad al suelo. La frecuencia está comprendida entre 962 y 1213 MHz (banda UHF) de 200 canales, que puede trabajar con una única frecuencia para el DME o estar asociado a otra radioayuda como un VOR, ILS o MLS. En equipos antiguos la frecuencia se selecciona sintonizándolo en el equipo como una radio típica, pero en equipos actuales se selecciona automáticamente al sintonizar la radioayuda a la que está asociado.
Ya que un avión dispone de dos frecuencias de navegación utilizables al mismo tiempo, el selector del DME permite indicar qué equipo de navegación queremos que nos indique la distancia. Algunos también disponen de la opción HOLD, en la que al pasar de una lectura DME de un equipo a esa posición guarda en la memoria la frecuencia que estaba usando, teniendo así la posibilidad de cambiar de VOR, ILS o MLS en un HSI, RMI o RBI sin perder la medición de la distancia anterior. Esta opción es muy útil en vuelos IFR en los que la salida estándar instrumental del aeropuerto (SID) requiere cambios de radioayuda frecuente pero se basa en una única medición de DME.

## Principio de funcionamiento
El avión interroga con una secuencia de pares de pulsos separados 12 μs. El equipo de tierra que recibe esta señal la retransmite de nuevo con un retardo de 50 μs. El equipo del avión calcula el tiempo trascurrido desde que preguntó, le descuenta 50 μs y lo divide entre 2. Este tiempo se multiplica por la velocidad de la luz (300 m/μs), dando la distancia al equipo de tierra.

## Mediciones erróneas
Hay que tener siempre en cuenta que la distancia medida por el DME es la distancia real en línea recta entre el avión y la estación, que variará dependiendo de la altitud a la que nos encontremos. Para hacernos una idea, aunque nos encontremos sobrevolando el DME, no indicará cero sino que nos dará una lectura en millas náuticas de la altitud a la que nos encontramos. Para obtener la distancia real sobre el suelo, que es la que nos interesará a la hora de planificar el vuelo, habrá que aplicar el teorema de Pitágoras:
{\displaystyle Hipotenusa^{2}=Alt^{2}+Dist^{2}}
En la fórmula habrá que igualar las distancias a la misma medida —lo más sencillo es convertir la altura a millas náuticas—, siendo la hipotenusa del triángulo la distancia medida por el DME, Alt nuestra altura respecto a la de la estación y Dist la distancia sobre el suelo para sobrevolar la estación.
Si el equipo dispone de la posibilidad del cálculo de la ground speed (GS) o del tiempo estimado (ETE) para llegar a la estación habrá que saber que el equipo lo calcula según la velocidad a la que nos acercamos a la estación y que por lo tanto solo será una medida fiable si nos dirigimos a ella directamente. Si hiciéramos un arco DME (girar alrededor de un DME a una distancia fija) el equipo entendería que no nos estamos acercando y por lo tanto llegaría a indicar 0 nudos de GS si hacemos la maniobra con total precisión independientemente de la velocidad real a la que nos desplazamos. Una forma muy sencilla de ver esto es volar cerca de un DME sin dirigirse a él y comparar la velocidad que nos indica con la GS que nos marca el GPS, si disponemos de uno.
- Datos: Q856627